# ژرژ آنتنن

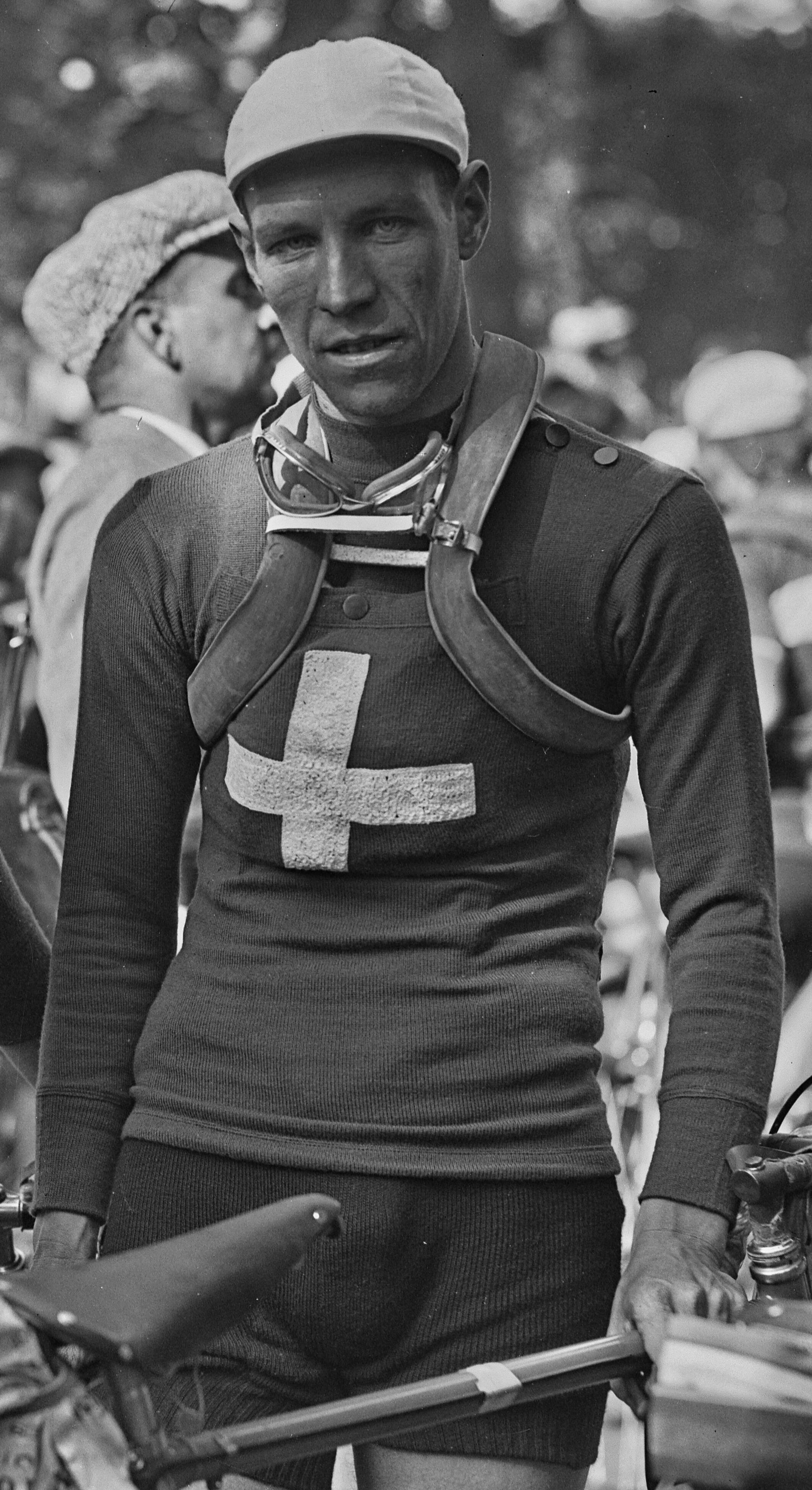
ژرژ آنتنن - ۱۹۳۱

ژرژ آنتنن (انگلیسی: Georges Antenen; ۲۰ دسامبر ۱۹۰۳ – ۲۵ مارس ۱۹۷۹) دوچرخه‌سوار اهل سوئیس بود.